# Felix Hamrin
Felix Teodor Hamrin, född 14 januari 1875 i Mönsterås, död 27 november 1937 i Jönköping, var en svensk affärsman och politiker (liberal). Han var Sveriges statsminister 6 augusti–24 september 1932. 
Han var riksdagsledamot 1912–1914 och 1918–1937: 1912–1914 och 1918–1921 i andra kammaren för Jönköpings läns västra valkrets, 1922–1933 i andra kammaren för Jönköpings läns valkrets, och 1934–1937 i första kammaren för Jönköpings läns valkrets. Utöver uppdraget som statsminister 1932 var han handelsminister 1926–1928 och finansminister 1930–1932. Han var partiledare för riksdagspartiet Frisinnade folkpartiet 1933–1935 och för det återförenade rikspartiet Folkpartiet 1934–1936.

## Biografi

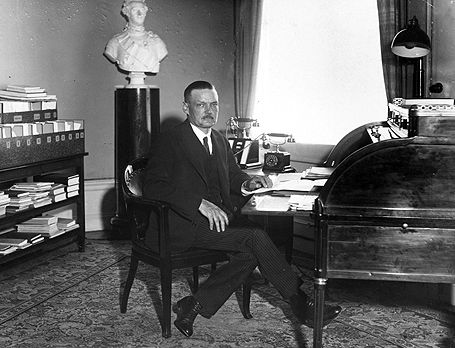
Hamrin som statsminister, 1932.

### Uppväxt
Felix Hamrin föddes i Mönsterås som son till garvaren och läderhandlaren Carl Gustaf Petersson och Maria, född Cedergren, och yngre bror till Josef Hamrin. Efter studier vid Eksjö läroverk 1885–89 gick han in i Skeppsgossekåren i Karlskrona, där han stannade endast ett halvår. I stället blev han springpojke och affärsbiträde i Västergötland och Stockholm, innan han studerade på handelsskola i Göteborg.

### Yrkeskarriär
Han arbetade i Felix A.W. Nilssons speceriaffär i Jönköping, som han övertog 1898. Denna såldes senare, varefter han blev delägare i grossistföretaget i kolonialvaror Handelsaktiebolaget J.D. Ericson & Co. i Göteborg. År 1902 grundade han grossistföretaget i specerivaror AB Felix Hamrin & Co. i Jönköping, vilket han drev tills han blev finansminister 1930. Under ytterligare en period, 1914–17, var han engagerad i J.D. Ericson & Co., och bodde i då Göteborg. Han ledde samtidigt sitt företag i Jönköping på distans.

### Politisk verksamhet
År 1906 var han en av grundarna av en frisinnad valmansförening i Jönköping, och representerade denna i Jönköpings stadsfullmäktige från 1906 samt i fullmäktige i Jönköpings läns landsting från 1908. Efter ett uppehåll från 1914, då han flyttade till Göteborg, satt han åter i stadsfullmäktige i Jönköping från 1922 och i landstinget från 1930.
Han satt i riksdagens andra kammare 1911–14 för Frisinnade landsföreningen, och tillhörde dess riksdagsparti Liberala samlingspartiet respektive senare, efter den liberala partisplittringen, Frisinnade folkpartiet. Han återkom till riksdagen 1917. Han fick så småningom en stark ställning inom Frisinnade folkpartiet, och satt från 1924 i dess förtroenderåd.
I Carl Gustaf Ekmans första ministär var han 1926–28 handelsminister och i den andra 1930–32 finansminister. När Ekman på grund av Kreugerkraschen tvingades lämna sin post i augusti 1932 kort före riksdagsvalet till andra kammaren, utsågs Hamrin till statsminister. Efter andrakammarvalet samma år avgick han, då de frisinnade gjorde stora röstförluster. Han är den svenska statsminister som suttit kortast tid som tillträdd statsminister, endast femtio dagar.
Hamrin var partiledare för Frisinnade folkpartiet från Ekmans avgång 1933 till dess formella upplösning i januari 1935. Han var också det nybildade Folkpartiets förste partiledare (formellt ordförande i förtroenderådet) från 1934 till 1935. Hamrin var landshövding i Jönköpings län 1930–37. Hans viktigaste politiska uppgift var att som finansminister genom stram ekonomi bekämpa den ekonomiska krisen vid 1930-talets början och lindra Kreugerkraschens konsekvenser.

### Religiös hemvist
Felix Hamrin verkade politiskt från en frireligiös plattform i det starkt frikyrkliga Jönköping. Han hade sin hemvist i Svenska Missionsförbundet och bevistade regelbundet gudstjänster i Gamla missionshuset på Väster i Jönköping. Han var också organiserad nykterist, och var medlem av IOGT, KFUM, MHF och Tempelriddarorden. Han var under mellankrigstiden det ena av två statsråd, som var frikyrklig – det andra var Erik Nilson. Hans första motion i riksdagen rörde höga tullavgifter för import av juteväv, den andra rätt för frikyrkliga pastorer att förrätta dop och jordfästningar.

### Tidningsengagemang
Felix Hamrins bror Josef Hamrin var från 1908 chefredaktör för Jönköpings-Posten, och från 1910 också verkställande direktör för tidningens moderföretag Halls Boktryckeri. Denna tidning blev i praktiken ett organ för det 1905 grundade regionala politiska partiet Jönköpings läns valmansförening och för dess religiösa bas Jönköpings missionsförening. Felix Hamrin hade förespråkat att tidningen skulle bli ett organ för de frisinnade, och när han misslyckades med detta i konflikt med brodern, blev han 1909 medgrundare till Jönköpings Läns Tidning. Denna drogs med dålig ekonomi. Efter bildandet av Folkpartiet 1934 togs Jönköpings Läns Tidning över av Jönköpings-Posten och året därefter lades den ned.
Han satsade också kapital i Afton-Tidningen efter det att tidningen hamnat i ekonomiska svårigheter och tagits över av ett konsortium nykterhetsvänner med C.G. Ekman i spetsen. Efter det att denna tidning 1917 övertagits av en kulturradikal grupp, deltog han i ett frikyrkligt konsortium, som samma år övertog aktiemajoriteten i Svenska Morgonbladet.

### Privatliv
Felix Hamrin gifte sig 1900 med Elisabeth (Lizzie) Pennycook (1879–1963), vars far invandrat från Skottland, med vilken han hade sju barn, bland andra Jessie Ståhl (1906–1999) och riksdagsledamöterna Ruth Hamrin-Thorell (1903–1991) och Mac Hamrin (1910–1979). Han var farbror till Carl-Olof Hamrin (1903–1970) och Yngve Hamrin (1907–1969).
Familjen Hamrin ägde sedan 1920-talet sommarbostaden Södra Enebackstugan vid Kronobäck nära Mönsterås.
Felix Hamrin avled i Jönköping och ligger begravd på Svanshals kyrkogård, norr om Ödeshög.